# Rebecca Solomon
Rebecca Solomon (Londra, 26 settembre 1832 – Londra, 20 novembre 1886) è stata una pittrice, disegnatrice e illustratrice britannica preraffaellita del XIX secolo.

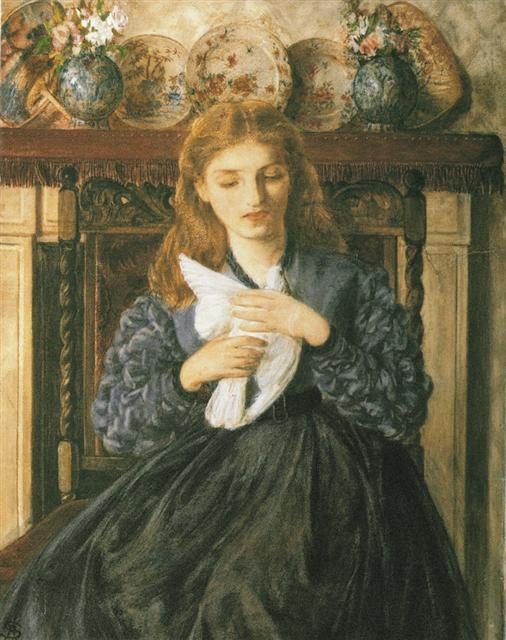
The Wounded Dove

Era la seconda di tre figli che divennero tutti artisti, in un'importante famiglia ebrea.

## Biografia
Era la più giovane delle tre figlie, ed era una degli otto figli nati da una famiglia di mercanti ebrei di Bishopsgate, nella zona est di Londra. Suo padre era Michael (Meyer) Solomon, il primo ebreo ad essere onorato con la Libertà della City di Londra; sua madre era Catherine (Kate) Levy. Rebecca era l'artista meno nota dei suoi fratelli pittori Simeon Solomon (1840–1905) e Abraham Solomon (1824–1862). Gli altri figli erano: Aaron, Betsy, Isaac, Ellen e Sylvester.
Inizialmente fu istruita da suo fratello maggiore Abraham e lavorò nel suo studio come apprendista e copista prendendo anche lezioni presso la Spitalfields School of Design. Espose alla Royal Academy of Arts tra il 1852 e il 1868, e anche alla Dudley Gallery e alla Gambart's French Gallery.
Lavorò nello studio di John Everett Millais, uno dei fondatori della Confraternita dei preraffaelliti e poi con l'artista preraffaellita della seconda ondata, Edward Burne-Jones. A sua volta insegnò a suo fratello minore, Simeon, molto di ciò che aveva appreso come assistente di Millais. Fu anche attiva nei movimenti di riforma sociale contemporanei e nel 1859 si unì a un gruppo di trentotto artiste che presentarono una petizione alla Royal Academy of Arts per aprire le sue scuole alle donne, il che portò la prima donna, Laura Herford, ad essere ammessa all'Accademia nel 1860.
Dopo la morte del suo fratello maggiore, Abraham nel 1862, si assicurò di trovare lavoro fuori dal suo studio. Di conseguenza si dedicò allo sviluppo di nuove attività passando all'illustrazione e agli acquerelli.
La sua ultima mostra di cui si ha traccia risale al 1874.
Morì nel 1886, all'età di 54 anni, per le ferite riportate dopo essere stata investita da un taxi in Euston Road, nel centro di Londra.

## Temi all'interno del suo lavoro
Lo stile artistico di Rebecca era tipico della pittura popolare del XIX secolo e rientrava nella categoria della pittura di genere. Usò i suoi dipinti per criticare i pregiudizi etnici, di genere e di classe nell'Inghilterra vittoriana. Quando iniziò a dipingere scene di genere, il suo lavoro dimostrò un occhio attento alla discriminazione di classe, etnica e di genere. I suoi dipinti riflettono una combinazione di interessi per il teatro e un impegno per la coscienza sociale che non esisteva nella pittura di altri artisti nel XIX secolo.
Un critico commentò il sentimento salutare, morale e talvolta umanizzante presente nella sua arte, un elemento non raro nella pittura vittoriana. Tuttavia, il suo retroterra ebraico fu probabilmente determinante nello sviluppo della sua coscienza critica della differenza e del pregiudizio. Nei successivi dieci-quindici anni, la sua opera d'arte esplorò la difficile situazione delle donne e delle minoranze e il predominio della discriminazione di classe nella società inglese. È considerata tra le prime donne di origine ebraica ad aver una carriera di spicco come pittrice in Gran Bretagna.
Alla fine degli anni '50 dell'Ottocento fece una transizione di successo alla pittura classica e storica, il genere d'arte più apprezzato all'interno delle potenti accademie d'arte dell'epoca. Fedele alla sua visione, continuò a includere immagini che riflettevano le basi storiche dell'ingiustizia sociale del XIX secolo.
Il suo dipinto The Governess (1854), confronta le vite di due donne all'interno di una casa vittoriana. Una è una donna isolata della classe operaia e l'altra, sposata e di rango superiore. Questa sua opera sottolinea la solitudine della situazione difficile di una istitutrice.

## Galleria d'immagini

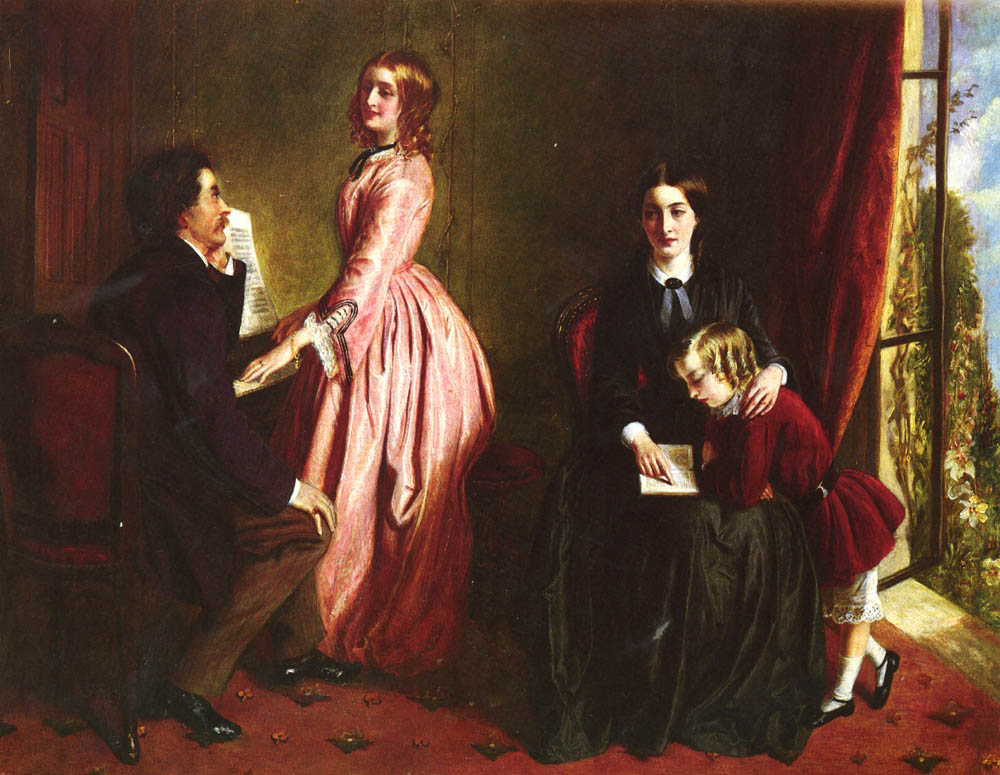
The Governess
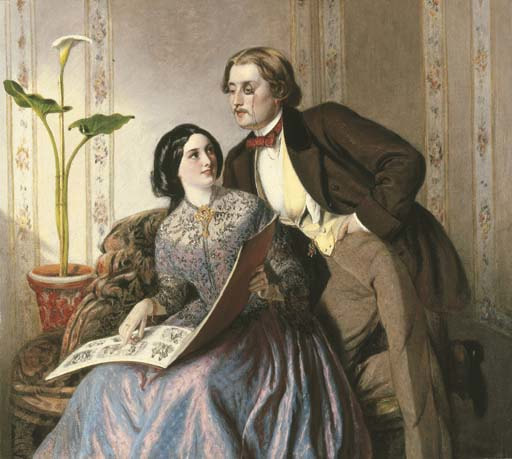
A Fashionable Couple
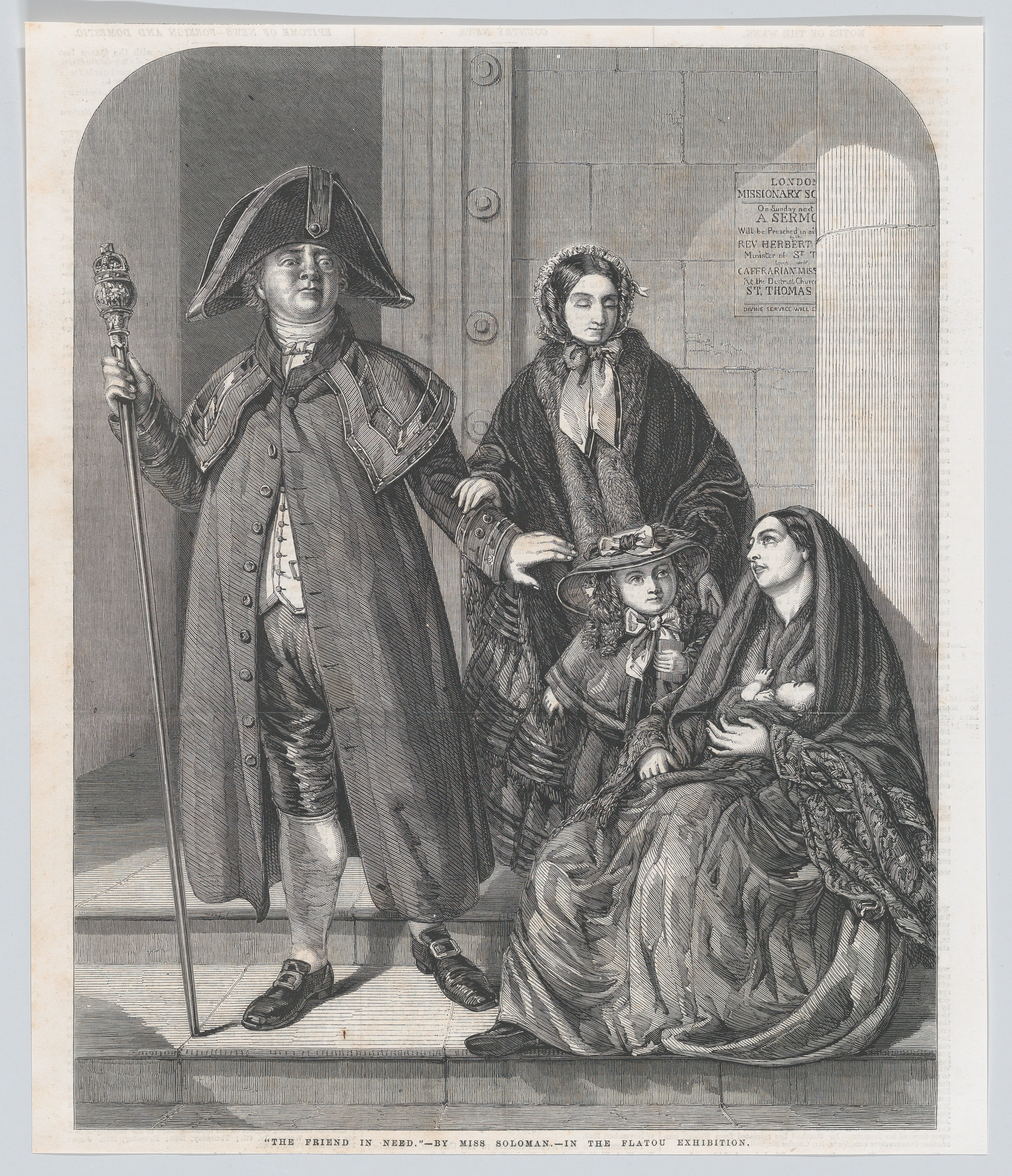
The Friend in Need
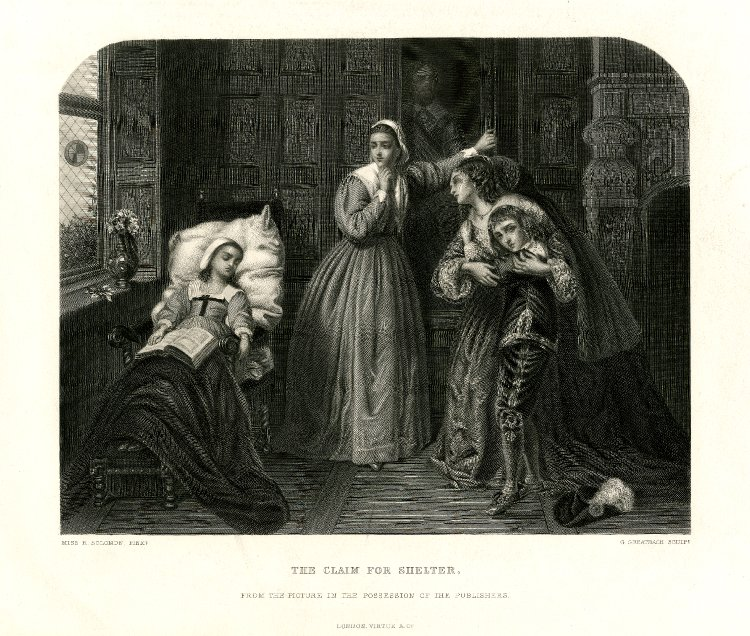
The Claim for Shelter
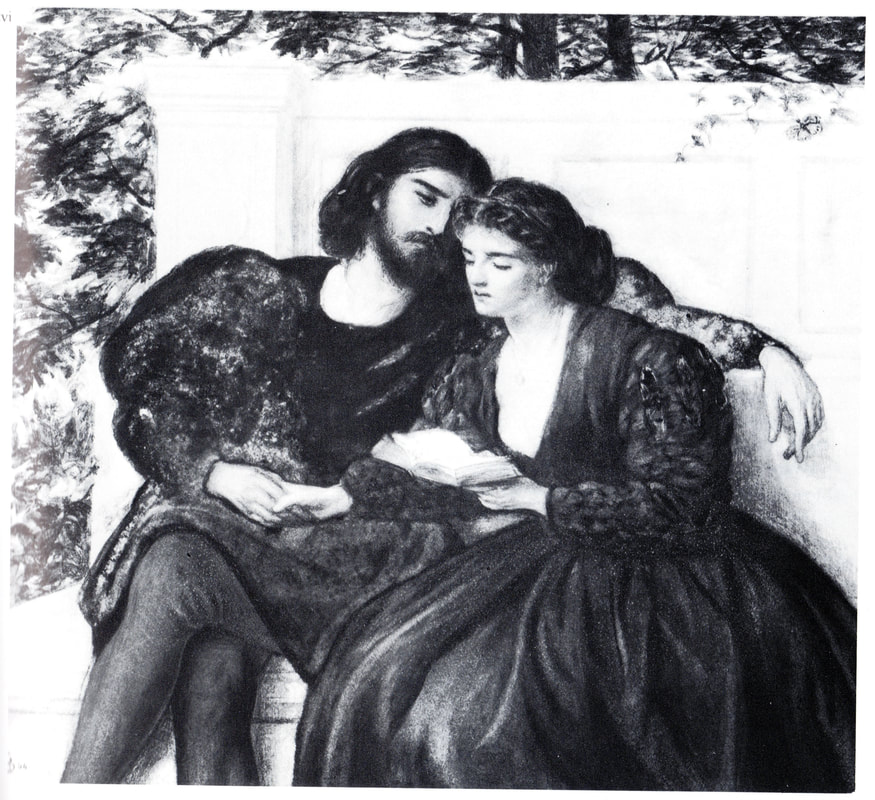
Primavera
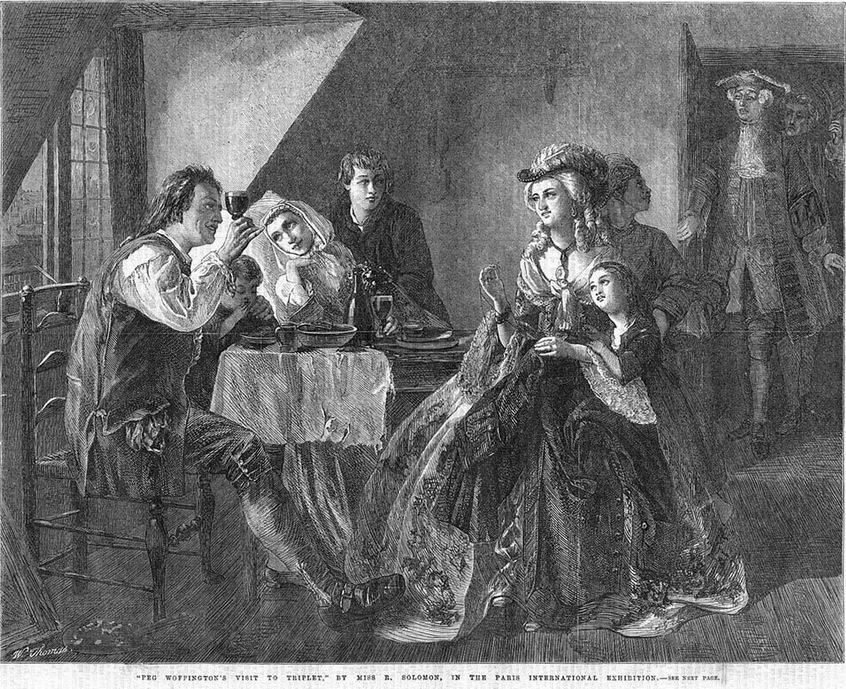
Peg Woffington's Visit to Triplet

Le sue opere vennero esposte in numerose sedi in Inghilterra dal 1850 al 1885. I luoghi in cui presentò il suo lavoro includevano la Royal Academy of Arts, la British Institution, la Royal Society of British Artists, la Royal Institution, la Gambart's French Gallery, la Dudley Gallery e la Liverpool Society of Fine Arts. Il suo dipinto Peg Woffington's Visit to Triplet apparve anche all'Esposizione Universale del 1867 a Parigi.
All'annuale Summer Exhibition della Royal Academy espose quasi ogni anno tra il 1852 e il 1869.
I suoi dipinti alla Royal Academy erano:
- A. Salomon, Esq. (1852, n. 1055),
- The Governess[12] (1854, n. 425),
- The Story of Balaclava (1855, n. 1360)
- A Friend in Need (1856, n. 511)
- Tis better to be lowly born, ecc. (1857, n. 27)
- Behind the Curtain (1858, n. 1094)
- Love's Labor Lost (1859, n. 548)
- Peg Woffington's Visit to Triplet (1860, n. 269)
- The Arrest of a Deserter[13] (1861, n. 581; ora al Museo di Israele, Gerusalemme)
- Fugitive Royalists (1862, n. 432; esposto anche alla Dudley Gallery, Londra nel 1866–67),[14]
- Good Night (1863, n. 668)
- Welcome at Walcote di Henry Esmond (1864, n. 502; intitolato anche Beatrix Welcoming Henry Esmond to Walcote ),[15]
- IThe Lion and the Mouse (1865, nn. 459 e 479)
- Heloise (1867, n. 150)
- Giovannina--Roma (1867, n. 484)
- Helena and Hermia (1869, n. 785)
- A Bit of Old London fu esposto postumo, nel 1903 (n. 827)